# 主題式資源指引網站
瑞典學者Koch認為主題式資源指引網站(Subject Gateway)是一種以支援系統性資源發掘為主的網路服務，也就是網路時代的資訊示意圖，將網路上有用並優質的資源保存下來，加以分門別類，讓使用者更方便去利用。

## 主題式資源指引網站的特性
1. 作為取用網路資源的便捷管道
2. 需要專家介入
3. 清晰的主題範疇
4. 明確的資源選擇標準
5. 一致的資源敘述格式
6. 高品質的資源描述內容
7. 清楚的資源建立與維護說明
8. 對資源加以分類與提供主題索引
9. 提供分類架構協助資源搜尋與瀏覽

## 主題式資源指引網站之類型
1. 主題領域：最常見的分類方式就是以收錄資源的主題領域來區分
2. 目標對象：主題式資源指引網站的目標對象多以學術研究人員為主，主要源自於主題式資源指引網站設置機構多為學術單位所影響，更顯示出網路資源對學術研究得重要性。
3. 建置機構：一般主題式資源指引網站多由政府、教育或學術等非營利機構所建置，其次是由研究計畫所贊助。
4. 合作模式：主要可分為主題聯盟、國內聯盟及跨國聯盟等三種合作模式。
5. 合作程度：可分為跨系統搜尋、跨系統瀏覽、資料交換、資源選擇與編目等不同合作內容
6. 收錄範疇：主題式資源指引網站以單一主題者為多

## 著名的主題式資源指引網站實例
1. 美國：LII(Librarians'Index to the Internet)
2. 英國：RDN(Resource Discovery Network)
3. 歐洲聯盟：Renardus
4. 台灣：臺灣學術網路資源選介主題資料庫（页面存档备份，存于）
(2013-7-3「網路資源選介」服務已改版，由「臺灣學術網路資源選介主題資料庫」提供服務，相關連結 （页面存档备份，存于）)